# 橋本環奈
橋本環奈（日语：／ Hashimoto Kanna，1999年2月3日—）是日本演員，福岡縣出身，為女子在地偶像團體Rev. from DVL的原成員。身高152公分，血型AB型。

## 經歷
橋本環奈出生於福岡，有一個雙胞胎哥哥以及大7歲的哥哥。小學三年級時加入福岡當地的經紀公司「Active Hakata」，之後在2009年投入同公司旗下以福岡為活動根據地的在地偶像團體Rev. from DVL前身「DVL」。

### 奇蹟的一張事件
2013年11月，先前5月橋本在福岡市進行Live表演時由粉絲拍下的一張照片，被以「奇蹟的一張」（奇跡の一枚）之名於2ch、Twitter等網站轉載，因為外表可愛，被日本網友評為「太像天使」、「千年僅有一人的美少女」，其經紀公司的官方網站亦因瀏覽量太大而出現故障，富士電視台《鬧鐘電視》、朝日電視台《Good!Morning》等新聞節目也作出相關報導。因為橋本在網路上廣為流傳，以及隨之而來的眾多傳媒採訪與廣告代言，進而打開了她在日本的知名度。

### 奇蹟的一張事件後
橋本於2014年升讀高中，在學期間繼續於福岡居住並從事演藝工作。2017年自高中畢業，所屬團體Rev. from DVL也於同年解散。

## 作品

### 電視

#### 綜藝節目
- 窺視大家的青春TV TEEN!TEEN!（日语：みんなの青春のぞき見TV TEEN!TEEN!）（2014年4月21日－2017年3月23日，RKB每日放送） - 主持人[10]
- GURU GURU 99「美食冤大頭」環節（2018年1月18日—12月20日，日本電視台） - 常規班底
- 閒聊007（2019年4月8日，日本電視台）電影王者天下隊
- 嵐的大運動會（2019年9月5日，富士電視台）電影「輝夜姬想讓人告白～天才們的戀愛頭腦戰～」
- 閒聊007（2020年2月3日，日本電視台）電影「信號100」
- 戀愛心機又怎樣（日语：あざとくて何が悪いの？）（2021年8月14日，テレビ朝日）[11] - 來賓
- 第73回NHK紅白歌合戰（2022年12月31日，NHK）中擔任主持，由於她從未出演過NHK劇集，這次獲選讓不少人都大感意外。
- 第74回NHK紅白歌合戰（2023年12月31日，NHK）中再次擔任主持。[12]
- 第75回NHK紅白歌合戰（2024年12月31日，NHK）中三度擔任主持。[13]

#### 電視劇
- （2012年3月26日－4月6日，RKB每日放送） - 飾演 住吉空
- 水球不良少年（2014年7月12日－9月20日，富士電視台） - 飾演本人[14]
- 貴族探偵 第3話（2017年5月1日，富士電視台）- 飾演 垂水遙
- 警視廳生物系（2017年7月－9月10日，富士電視台）- 飾演 薄圭子
- FINAL CUT（2018年1月9日－3月13日，富士電視台）- 飾演 小河原若葉
- 我是大哥大!!（2018年10月14日－12月16日，日本電視台）- 飾演 早川京子
- 魯邦的女兒 第二季（2020年10月15日－12月10日，富士電視台）- 飾演 北条美雲[15]
- 影響（日语：インフルエンス）（2021年3月20日，WOWOW）- 飾演 戶塚友梨（主演）
- 涅墨西斯 第3話 - 最終話（2021年4月11日－6月13日，日本電視台）- 飾演 四葉朋美
- 毛骨悚然撞鬼經驗 2021年特別篇「被引誘的兇音」（2021年10月23日，富士電視台） - 飾演 峰岸玲奈（主演）
- 獻給國王的無名指（2023年4月18日－6月20日，TBS電視台）- 飾演 羽田綾華（主演）
- 特命！警視廳特別會計係（2023年10月16日－12月25日，關西電視台）- 飾演 一円（主演）
- 御飯糰（2024年－2025年，NHK） - 飾演 米田結（主演）
- 天久鷹央的推理病歷表（2025年4月22日－6月24日，朝日電視台）- 飾演 天久鷹央（主演）

### 電影
- 奇蹟（2011年6月11日，GAGA（日语：ギャガ）） - 飾演 早見環奈
- 暗殺教室（2015年3月21日，東寶） - 飾演 自律思考固定砲台「小律」
- 水手服與機關槍－畢業－（2016年3月5日，角川映畫） - 飾演 星泉（主演）
- 暗殺教室〜畢業篇〜（2016年3月25日，東寶） - 飾演 自律思考固定砲台「小律」
- 春&夏事件簿（2017年3月4日，角川映畫） - 飾演 穗村千夏（W主演）[16]
- 銀魂（2017年7月14日，日本華納娛樂） - 飾演 神樂
- 齊木楠雄的災難（2017年10月21日，日本索尼影視娛樂（日语：ソニー・ピクチャーズ_エンタテインメント_(日本)） / Asmik Ace） - 飾演 照橋心美
- 銀魂2：規矩是為了被打破而存在的（2018年8月17日，日本華納娛樂） - 飾演 神樂
- 十二個想死的少年（2019年1月25日，日本華納娛樂） - 飾演 凌子
- 王者天下（2019年4月19日，東寶 / 日本索尼影視娛樂） - 飾演 河了貂
- 輝夜姬想讓人告白～天才們的戀愛頭腦戰～（2019年9月6日，東寶）- 飾演 四宮輝夜
- 午夜0時的吻（2019年12月6日，松竹）- 飾演 花澤日奈奈（W主演）
- 信號100（日语：シグナル100）（2020年1月24日，東映）- 飾演 樫村怜奈（主演）[17]
- 小說之神（2020年5月22日，松竹）- 飾演 小余綾詩凪（W主演）[18]
- 我是大哥大!!（2020年7月17日，東寶）- 飾演 早川京子[19]
- 飆速宅男（2020年8月14日，松竹）- 飾演 寒咲幹[20]
- 新解釋·三國志（2020年12月11日，東寶）- 飾演 黃夫人[21]
- 輝夜姬想讓人告白～天才們的戀愛頭腦戰～FINAL（2021年8月20日，東寶）- 飾演 四宮輝夜
- 劇場版 魯邦的女兒（2021年10月15日，東映） - 飾演 北條美雲
- 王者天下2～遙遠大地～（2022年7月15日，東寶 / 日本索尼影視娛樂） - 飾演 河了貂
- Violence Action（2022年8月19日，日本華納娛樂）- 飾演 菊野溪（主演）[22]
- 尋找身體（2022年10月14日，日本華納娛樂）- 飾演 森崎明日香（主演）[23]
- 黑夜遊行（2022年12月23日，東寶）- 飾演 北條志乃
- 涅墨西斯：黃金螺旋之謎（2023年3月31日，日本華納兄弟）- 飾演 菅朋美
- 王者天下 命運之炎（2023年7月28日，東寶 / 日本索尼影視娛樂） - 飾演 河了貂
- 從前從前謀殺案（2023年9月14日，Netflix）- 飾演 小紅帽[24]
- 王者天下 大將軍的歸還（2024年7月12日，東寶 / 日本索尼影視娛樂） - 飾演 河了貂

### 舞台
- 舞台 神隱少女（2022年2月預定） - 飾演 千尋（W主演）

### 網路劇
- 銀魂2-世界奇妙銀魂醬- 「神樂失眠篇」（2018年8月18日，dtv）- 飾演 神樂
- 1頁之戀（日语：1ページの恋）（2019年2月18日－3月25日，AbemaTV）- 飾演 （主演）[25]

### 網路節目
- DAM CHANNEL（日语：DAMチャンネル）（2014年4月 - ，第一興商（日语：第一興商）） - 第11任主持人[26]
- 橋本環奈所屬Rev.from DVL獨家跟拍影像〜網路話題騷然!!千年一人的美少女〜（2014年1月10日開放下載，U-NEXT）[27][28]
- 田中圭 24小時電視（日语：田中圭24時間テレビ） - 飾演  橋本環奈(本人)（2018年12月15日 - 16日、AbemaTV）[29]

### 書籍
Mook
- 橋本環奈本（2013年12月18日，海王社） -  ISBN 978-4-79-646089-7
- 橋本環奈寫真集：Little Star－KANNA15－（2014年11月30日，Wani Books）-  ISBN 978-4-84-704692-6
- 夢の途中 橋本環奈in映画『セーラー服と機関銃 ‐卒業‐』フォトブック（2016年3月5日，角川書店）-  ISBN 978-4-04-104015-7
- NATUREL（2019年2月3日，講談社）-  ISBN 978-4-06-515035-1

### 音樂
- セーラー服と機関銃（『セーラー服と機関銃 - 卒業 -』電影主題曲）
- 悪魔なカンナ（曼秀雷敦 LIP BABY crayon 廣告主題曲）
- arigato ～ ありがとう - 作詞

## 獎項
- 2020年度第44回「黃金飛翔獎（日语：エランドール賞）」新人獎[30]
- 金氏世界紀錄 1分鐘抽取衛生紙的張數(157張)（原紀錄為140張）

## 外部連結
- 經紀公司個人介紹頁 （页面存档备份，存于）（日語）
- 橋本環奈的X（前Twitter）（日語）
- 橋本環奈マネージャー的Instagram帳戶
- 橋本環奈的Ameba部落格（日語）
- 橋本環奈在互联网电影资料库（IMDb）上的資料（英文）
- 橋本環奈在豆瓣上的资料（简体中文） （中文）
- 橋本環奈的小紅書帳號